# Hemicidaris
Hemicidaris L. Agassiz, 1838 † è un genere estinto di ricci di mare della famiglia Hemicidaridae, vissuto tra il Giurassico inferiore e il Cretaceo inferiore (tra 170 e 120 milioni di anni fa).

## Descrizione
Lo scheletro di questi echinoidi era arrotondato e il disco apicale piuttosto piccolo. L'orifizio boccale si apriva sul bordo inferiore, leggermente appiattito. La parte superiore era molto simile a quella degli attuali Cidaris, con dieci file di zone ambulacrali strette e sinuose e interambulacrali strutturate a forma di cono tronco, con tanto di grande tubercolo. La superficie inferiore, invece, era ampie a possedeva una particolare ornamentazione; la “lanterna di Aristotele”, invece, era munita di denti striati. I radioli erano decisamente grandi e possedevano alle loro estremità brevi spine coronate. L'ano era circondato da alcune piastre. Le spine erano lunghissime e acuminate. Lo scheletro dell'animale era di piccole dimensioni, dal diametro di circa 3-4 centimetri.

## Biologia
Gli emicidaridi vivevano sul fondo del mare, tra le rocce, sostenendosi grazie al pedicello presente sulla superficie ventrale. Si nutrivano su superfici dure, grazie a cinque robusti denti.

## Distribuzione e habitat
Resti fossili di specie appartenenti a questo genere sono stati ritrovati in Europa, Nord Africa, Africa orientale e nella penisola Arabica.
Fossili di emicidaridi sono frequenti nei depositi a coralli dell'Oxfordiano e del Kimmeridgiano.

## Tassonomia
Il genere Hemicidaris fu formalizzato nel 1838 da Louis Agassiz che vi inserì un certo numero di specie, molte delle quali note solo in base alla morfologia dell'esoscheletro; tra di esse vi era una specie descritta nel 1816 da Jean-Baptiste de Lamarck, Cidarites crenularis, designata come specie tipo (Hemicidaris crenularis). Successivamente si appurò che la morfologia del guscio di C. crenularis poteva essere ricondotta ad almeno due specie differenti, una dotata di aculei lunghi e sottili, l'altra con aculei tozzi e clavati;  i campioni originali di Lamark provenivano dalle Alpi Svizzere dove entrambe le specie erano presenti. La descrizione originale di Lamarck non conteneva riferimenti alla morfologia degli aculei e pertanto Cidarites crenularis deve essere considerato un  nomen dubium.
Al genere Hemicidaris vengono ascritte le seguenti specie:
- Hemicidaris intermedia (Fleming, 1828)
- Hemicidaris bigoti Cotteau, 1893
- Hemicidaris luciensis d'Orbigny, 1850
- Hemicidaris microtuberculata Cotteau, 1881
- Hemicidaris serialis (Quenstedt, 1852)
- Hemicidaris mitra Agassiz, 1840
- Hemicidaris hoffmanni (Roemer, 1836)
- Hemicidaris purbeckensis Forbes, 1850
- Hemicidaris glasvillensis Cotteau, 1881
- Hemicidaris morinica (Sauvage & Rigaux, 1872)
- Hemicidaris hemisphaericus (Roemer, 1836)
- Hemicidaris mantochenensis Etallon, 1864
- Hemicidaris quenstedti Merian, in Desor, 1856